# Fritz Thomée

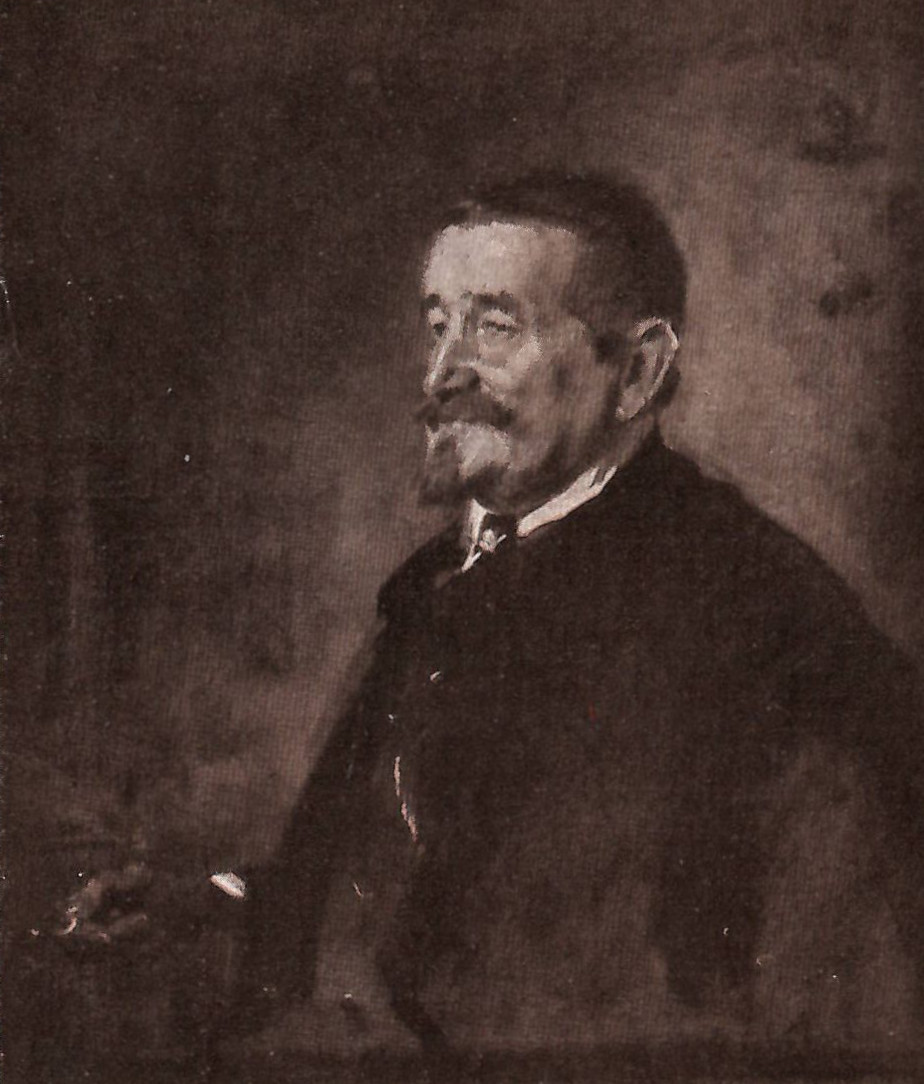
Fritz Thomée, Gemälde von Leo Samberger, 1921

Fritz Thomée (* 24. Juli 1862 in Werdohl; † Dezember 1944) war ein deutscher Verwaltungsjurist und Landrat des Kreises Altena.  

## Leben
Fritz Thomée wurde als Sohn einer alteingesessenen Reidemeister-Familie geboren, sein Vater war der Kommerzienrat Heinrich Thomée. Er besuchte das Archigymnasium in Soest und studierte an der Georg-August-Universität Göttingen Jura und wurde promoviert. Danach arbeitete er mehrere Jahre als Referendar und Assessor bei der Bezirksregierung Arnsberg.
1901 wurde Thomée zum Landrat des Kreises Altena gewählt. In seine Amtszeit fallen die Errichtung von Talsperren, der Ausbau von Verkehrswegen und der Wohlfahrtspflege im Kreis sowie die Förderung der Land- und Forstwirtschaft. Altena erhielt ein neues Kreishaus und die Burg Altena wurde wiederaufgebaut. 1927 trat er in den Ruhestand.
1906 heiratete er Lily Herbers aus Iserlohn, die er schon lange kannte und liebte. Sie war die Tochter des Kommerzienrates Heinrich Herbers. Das Paar hatte drei Kinder.
Ein großes Hobby Thomées war die Jagd. Er war befreundet mit Richard Schirrmann, dem Gründer der ersten Jugendherberge der Welt auf der Burg Altena.
Fritz Thomée und seine Frau Lily starben kurz nacheinander im Dezember 1944.

## Erhaltung der Burg Altena
Fritz Thomée war maßgeblich an Maßnahmen zur Erhaltung der Burg Altena Anfang des 20. Jahrhunderts beteiligt und Mitbegründer des Sauerländischen Gebirgsvereins und des Westfälischen Heimatbundes.
Er initiierte im Frühjahr 1906 die Gründung des Märkischen Burgvereins. Der Verein diente dem Wiederaufbau der Burg Altena. Ziel war den Wiederaufbau bis 1909 abzuschließen, da dann die 300-Jahr-Feier der Zugehörigkeit der Grafschaft Mark zu Preußen anstand. Auch nach seinem Rückzug aus dem politischen Leben 1927 blieb Thomée Vorsitzender des Vereins. Er war auch im Verein für Orts- und Heimkunde im Süderlande (dem Vorläufer der heutigen „Freunde der Burg Altena“) aktiv.
Ein wesentlicher Beitrag zur Erhaltung der Burg war die von ihm initiierte Überführung der Burg und ihrer Sammlungen in den Besitz des Landkreises Altena im Jahre 1942. Damit war sein Lebenswerk erfüllt.

## Kunstsammler
Seit der Jahrhundertwende betätigte sich Fritz Thomée auch als eifriger Kunstsammler. Zu seinem Besitz, der am Ende seines Lebens über 900 Positionen umfasste, gehörten u. a. Werke von Rogier van der Weyden, Albrecht Dürer und Rembrandt. Nachdem die Sammlung zunächst unter seinen Erben aufgeteilt worden war, versucht sein Enkel Werner Marks seit den neunziger Jahren nach und nach alle Stücke wieder in einer Hand zu vereinen. Darüber hinaus lässt er sämtliche Werke kunsthistorisch und restauratorisch aufarbeiten.

## Sonstiges
Fritz Thomée wurde von den Städten Werdohl und Altena zum Ehrenbürger ernannt. In Werdohl gibt es heute einen Fritz-Thomée-Platz, in Altena die Fritz-Thomée-Straße, welche zum Drahtmuseum und zur Burg führt.